# 俊興

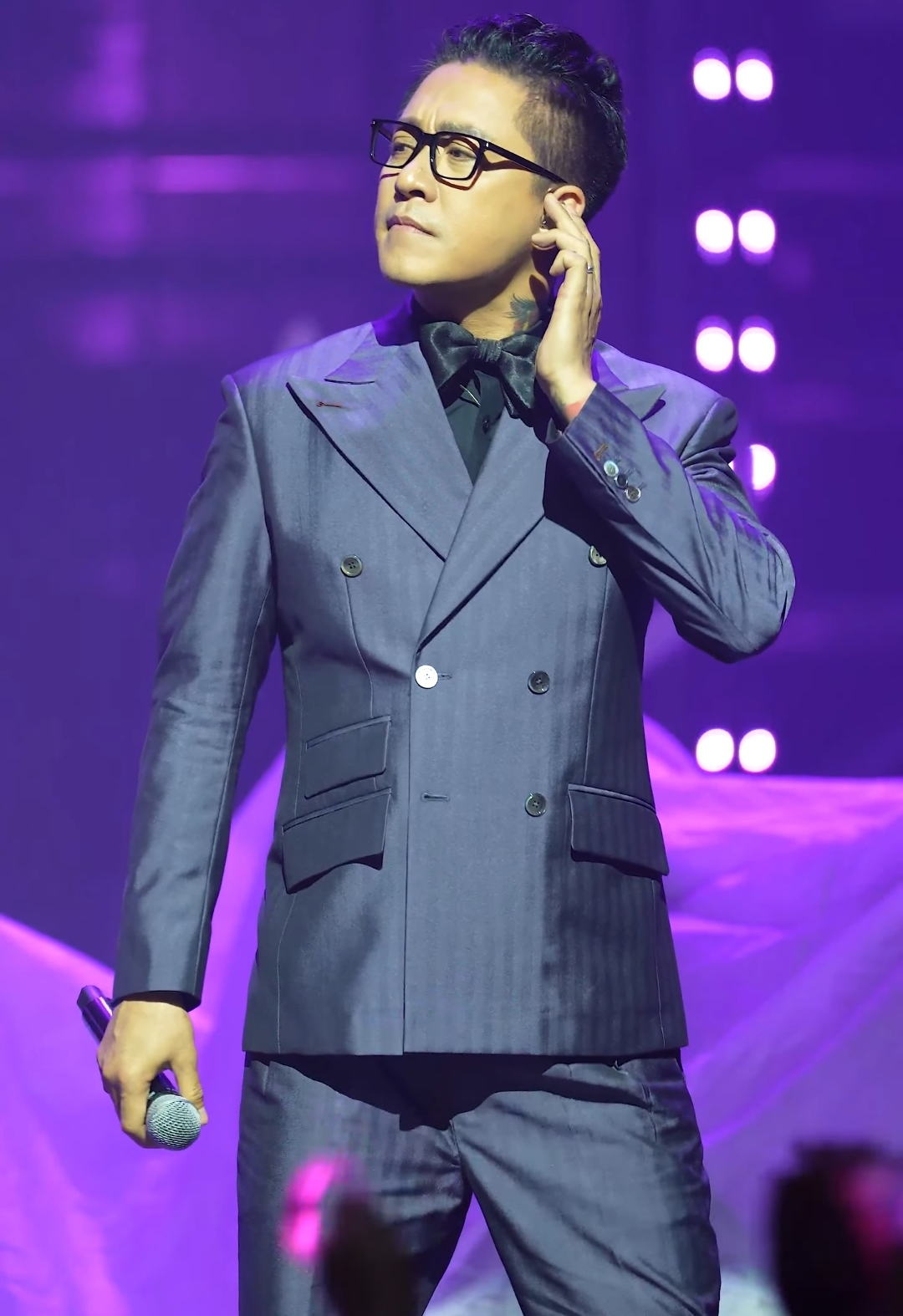

俊興（1978年10月5日—）本名阮俊興，越南河內市人，男歌手。截至2014年已發行20張專輯和單曲，代表作有《燦爛的愛》、《分遠》等。
俊興於2014年4月5日在河內與香Baby結婚。